# Панджариди, Ян Георгиевич
Ян Георгиевич Панджариди (14 октября 1923—1991) — советский театральный режиссёр, в 1968—1986 годах — главный режиссёр Уральского драматического театра имени А. Н. Островского.
Начальное актёрское образование получил в оккупированном немцами Крыму в театральной студии А. Ф. Перегонец при Симферопольском русском театре драмы и комедии. После высылки в Пермский край, в 1950—1960 годах — артист Пермского драматического театра, с 1964 года — актер Кировского театра. Окончил режиссёрский курс А. А. Гончарова в ГИТИСе, получил стажировки у В. Н. Плучека и Е. Р. Симонова. В 1968 году был приглашён на должность главного режиссёра старейшего в Казахстане Театра имени А. Н. Островского в Уральске, в котором, с небольшим перерывом, проработал до 1986 года. Среди его постановок как классические пьесы Чехова, Горького, Островского, так и пьесы современников — «Деньги для Марии» В. Распутина, «Интервью в Буэнос-Айресе» Г. Боровика, «Свидание в предместье (Старший сын)» А. Вампилова, «Кабанчик» В. Розова. В 1986 году Панджариди переехал в Хабаровск, где продолжил работу в краевом Театре драмы и комедии и в ТЮЗе.